# Ландау, Эммануэль
Эммануэль (Эмиль) Ландау (пол. Emil Landau, ивр. עמנואל לנדאו‎; 10 ноября 1928, Варшава, Польша — 17 марта 1948, Кирьят-Моцкин, подмандатная Палестина) — боец «Пальмаха», погибший в ходе гражданской войны в Палестине. Посмертно удостоен звания «Герой Израиля».

## Биография
Эмиль Ландау родился в 1928 году в Варшаве в семье Моисея (Мечислава) и Фани Ландау. Отец семейства был юристом и бухгалтером, мать — пианисткой. Эмиль мечтал о поступлении в университет и карьере филолога-полониста. В 1939 году, после нападения нацистской Германии на Польшу, семья Ландау в числе многочисленных польских евреев бежала на восток страны и добралась до Ровно, в это время находившегося под советским контролем. Мечислав Ландау, отказавшийся принимать советское гражданство, был тем не менее мобилизован в Красную армию, а его семья отправлена поездом дальше на восток. После трёхнедельного пути беженцы были помещены в лагерь Асино в Томской области. Они были амнистированы после 30 июля 1941 года, когда были восстановлены дипломатические отношения между СССР и польским правительством в изгнании; Фаина, Эмиль и его младшая сестра Элина были направлены в Самарканд, где к ним присоединился Мечислав, вскоре скончавшийся.
Фаина, оставшаяся без средств к существованию, отдала детей в местную христианскую семью. Спустя несколько месяцев, в соответствии с польско-советским соглашением, 24 тысячи польских военных и гражданских лиц были переправлены с советской территории в Тегеран; в их число вошли и Эмиль с Элиной; Фаина осталась в Самарканде и, как стало позже известно, умерла от истощения в 1943 году. После семи месяцев проживания в сиротском приюте в Иране Эмиль и Элина в числе других «Тегеранских детей» получили въездные визы в подмандатную Палестину и прибыли туда 18 февраля 1943 года через Карачи и Суэц.
По прибытии в Палестину Эмиль-Эммануэль был направлен на учебную ферму «Молодёжной алии» в Иерусалиме. Оттуда его вместе с сестрой перевели в кибуц Гинегар в Галилее. Юноша быстро адаптировался в новом коллективе, проявляя инициативу и лидерские качества, и хорошо освоил иврит. После окончания учёбы в Гинегаре Эммануэль выразил желание продолжать учиться сельскому хозяйству и был направлен в сельскохозяйственную школу «Кадури». После этого он присоединился к группе развития земель, направленной в кибуц Рамат-Йоханан.
Занятия Ландау сельским хозяйством, однако, оказались недолгими. С началом гражданской войны в Палестине он пошёл добровольцем в еврейские боевые отряды. 17 марта 1948 года, в ходе боёв за Хайфу, его группа была послана на перехват каравана с оружием и боеприпасами, направлявшегося в помощь арабским отрядам. Боевое столкновение состоялось возле пригорода Хайфы Кирьят-Моцкина. Ландау, запрыгнув в кабину одного из грузовиков с боеприпасами, попытался вывести его из боя, захватив в качестве трофея, однако в последовавшем взрыве погиб.
Эммануэль Ландау был похоронен в Рамат-Йоханане. Посмертно ему было присвоено звание Героя Израиля. В 1964 году прах Ландау был перезахоронен на военном кладбище на горе Герцля в Иерусалиме. В 1973 году он был посмертно награждён медалью «За героизм».